# 遇見街貓BOB
《街角遇見貓》（英語：A Street Cat Named Bob）是一部2016年英國家庭喜劇片，由羅傑·史波提斯伍德執導，改編自詹姆士·伯恩的同名書籍。由路克·索德威飾演詹姆士·伯恩，鮑伯飾演牠自己。
該片於2016年11月3日在倫敦首映，隔日在英國廣泛上映，而臺灣則於2016年12月16日上映。

## 劇情
故事敘述詹姆士·伯恩是名戒毒者，經濟狀況不佳的他常在街頭表演賣藝。某日，詹姆士在家中發現了受傷的橘貓，鄰居女孩將橘貓取名為「鮑伯」詹姆斯並細心的照料牠。詹姆士在找到失主前，時常帶著鮑伯到街上和自己一起賣藝，而獲得了不少關注和歡迎。而兩人還共度了歡樂和詹姆士毒癮發作的痛苦時光；為此，詹姆士和鮑伯漸漸地產生了深刻的奇妙友誼。

## 演員
- 路克·索德威 飾 詹姆士·伯恩（James Bowen）
- 鮑伯 飾 牠自己
- 露塔·格德米納斯 飾 貝蒂（Betty）
- 喬安·佛洛格 飾 薇爾（Val）
- 安東尼·希德 飾 奈傑爾·伯恩（Nigel Bowen）
- 詹姆士·伯恩 飾 讀者（客串）

## 製作
2015年8月24日，宣布羅傑·史波提斯伍德將擔任暢銷書籍《遇見街貓BOB》改編電影的導演，該書由詹姆士·伯恩所撰寫。
2015年10月25日，電影正式於倫敦的特威克納姆製片廠開始拍攝，其他地點包括柯芬園。2015年12月6日，電影宣布殺青。

## 後續
当地时间2020年6月15日，猫咪鮑伯去世，享年至少14岁，原定于6月14日当天的鲍勃直播也随之取消，之后詹姆斯·伯恩为鲍勃（Bob）纪念碑筹款。另外《遇见街猫BOB》“遗作”续集《鲍勃的礼物》在2020年11月6日上映。2020年7月12日鲍勃（Bob）纪念碑筹款成功。
当地时间6月19日，媒体报道了鲍勃（Bob）去世的具体情况，当天早些时间詹姆斯·伯恩也在官方主页上写出了此事。报道中，住在萨里郡的詹姆斯·伯恩如同往常一样准备着鲍勃（Bob）的晚餐，而最后见到鲍勃（Bob）是在13日晚上11点，半小时后在鲍勃（Bob）的睡觉时间，詹姆斯·伯恩发现鲍勃（Bob）并没有出现在平常睡觉的蓝色绒毯上，詹姆斯·伯恩随即出门呼喊寻找了整夜，直到第二天早晨还是见不到鲍勃（Bob）。6月14日詹姆斯·伯恩和未婚妻莫妮卡继续在街道寻找着鲍勃（Bob），其一边喊着鲍勃（Bob）的名字，一边敲邻居家的门，并给兽医和附近的动物慈善机构、收容所打电话，看看被植入了微芯片的鲍勃（Bob）是否被送了进来。6月15日下午5点，詹姆斯·伯恩感到恶心，不到一小时后接到兽医电话得知了一个坏消息，鲍勃（Bob）出了事故已经离世，其在离家不到半英里处被发现并送到诊所，而送来的人并不是车祸的司机，车祸的司机到目前都没有出现。兽医还告诉詹姆斯·伯恩，在周一15日晚上，是车祸撞击头部后导致了血肿让他当场死亡。同时詹姆斯·伯恩说出，鲍勃（Bob）已经身处肾病二期，但目前控制的很好，至少能有一到两年的生存预期。詹姆斯和未婚妻推迟了原本计划在几个月后举行的婚礼。

## 外部連結
- 互联网电影数据库（IMDb）上《遇見街貓BOB》的资料（英文）
- 爛番茄上《遇見街貓BOB》的資料（英文）
- Metacritic上《遇見街貓BOB》的資料（英文）
- AllMovie上《遇見街貓BOB》的资料（英文）
- Box Office Mojo上《遇見街貓BOB》的資料（英文）
- 開眼電影網上《遇見街貓BOB》的資料（繁體中文）
- 时光网上《遇見街貓BOB》的資料（简体中文）
- 豆瓣电影上《遇見街貓BOB》的資料 （简体中文）